# El Espino (León)
El Espino es una localidad del municipio de Vega de Espinareda en la comarca de El Bierzo, en la provincia de León.
Es conocido y célebre por las ferias que se celebran los días 1 y 15 de cada mes, donde y en especial si coinciden en fin de semana, el pequeño pueblo se llena de forasteros, pasando a acompañar a los pocos vecinos que lo habitan todo el año.
Sin la magna importancia de hace unas décadas, donde las transacciones de ganado daban un empuje fortísimo, las ferias se siguen celebrando (ya sin ganado) con puestos de herramientas y venta de artículos de textil. También acude la concurrencia a degustar el conocido Pulpo a la gallega y desde hace unos años se viene celebrando en el mes de agosto una feria de artesanía y manufactura.
La feria más importante se celebra el 15 de agosto, coincidiendo con el día de la fiesta patronal, en honor a Nuestra Señora del Espino, cuya iglesia, situada en el centro del recinto ferial,  actúa también como núcleo de la disposición de poblamiento, pues este se sitúa alrededor de la misma y del recinto de la feria.
Según diversas hipótesis, el germen de la feria y por tanto del pueblo en sí se situaría en el deseo de los monjes de la cercana abadía de San Andrés de Espinareda, quienes queriendo alejar la concurrencia de gentes y ganados de la villa de Vega y del propio monasterio, propusieron u ordenaron se realizara en la “Campa del Espino” donde habría una ermita y posteriormente una venta.
A raíz de ello surgiría el pueblo con el asentamiento de población en torno de la iglesia y la feria, como queda dicho más arriba.
Como particularidad se puede citar que, a diferencia de otras ferias de renombre que se celebran en villa o ciudades más o menos importantes, el Espino no creció desmesuradamente con el impulso de la misma, sino que, a disgusto de la idea de los monjes, la villa que más importancia tendría y tiene sería Vega Espinareda, si bien el mercado o feria se seguiría celebrando en el Espino.